# Aristocracy
Aristocracy è un film muto del 1914 diretto da Thomas N. Heffron (con il nome T.N. Heffron).

## Trama
Jefferson Stockton è un magnate delle ferrovie. Sua figlia Virginia si innamora, ricambiata, di Stuyvesant Lawrence, un giovane che appartiene a un'altolocata famiglia di New York. I due progettano di sposarsi, ma la signora Lawrence, madre di Stuyvesant, quando apprende del fidanzamento del figlio, parte subito per San Francisco per impedire il matrimonio, non potendo sopportare l'idea che la propria famiglia si imparenti con quei nuovi ricchi così poco eleganti.
Stockton, dopo la rottura del fidanzamento, convince la figlia ad accompagnare lui e la sua nuova giovane sposa, Diana, in Europa, dove il magnate ha preso in affitto una residenza. La ragazza acconsente, ma continua a scrivere sempre al suo innamorato. Anche Stuyvesant le scrive, ma le lettere dei due giovani sono intercettate dalla signora Lawrence. Alla fine, Virginia si convince che Stuyvesant l'abbia dimenticata per un'altra e accetta di sposare il principe Emil von Haldenwald, un cacciatore di dote.
La prima notte di nozze, Virginia scopre che il suo Stuyvesant le è ancora fedele. Non solo, è venuto in Europa per rivederla. Tenendo a bada il marito, Virginia resta nella casa di suo padre. Una sera, però, Emil tenta di violentarla. Arriva Stockton che difende la figlia e butta fuori di casa il genero. Il principe finisce male, ucciso a causa dei suoi numerosi debiti.
Stuyvesant e Virginia si ritrovano: la nuova posizione sociale degli Stockton acquisita in Europa, ora soddisfa la signora Lawrence che, finalmente, acconsente al matrimonio.

## Produzione
Il film fu presentato da Daniel Frohman, prodotto dalla Famous Players Film Company

## Distribuzione
Distribuito dalla Paramount Pictures, il film uscì nelle sale USA il 26 novembre 1914.